# Colonia Emiliano Zapata, Chihuahua
Colonia Emiliano Zapata är en ort i Mexiko.   Den ligger i kommunen Meoqui och delstaten Chihuahua, i den nordvästra delen av landet, 1 200 km nordväst om huvudstaden Mexico City. Colonia Emiliano Zapata ligger 1 190 meter över havet och antalet invånare är 226.
Terrängen runt Colonia Emiliano Zapata är platt åt nordost, men åt sydväst är den kuperad. Runt Colonia Emiliano Zapata är det ganska tätbefolkat, med 96 invånare per kvadratkilometer. Närmaste större samhälle är Ampliación Colonia Lázaro Cárdenas, 1,4 km norr om Colonia Emiliano Zapata. Trakten runt Colonia Emiliano Zapata består till största delen av jordbruksmark.